# Le Pâquier NE
| NE ist das Kürzel für den Kanton Neuenburg in der Schweiz. Es wird verwendet, um Verwechslungen mit anderen Einträgen des Namens Le Pâquier zu vermeiden. |

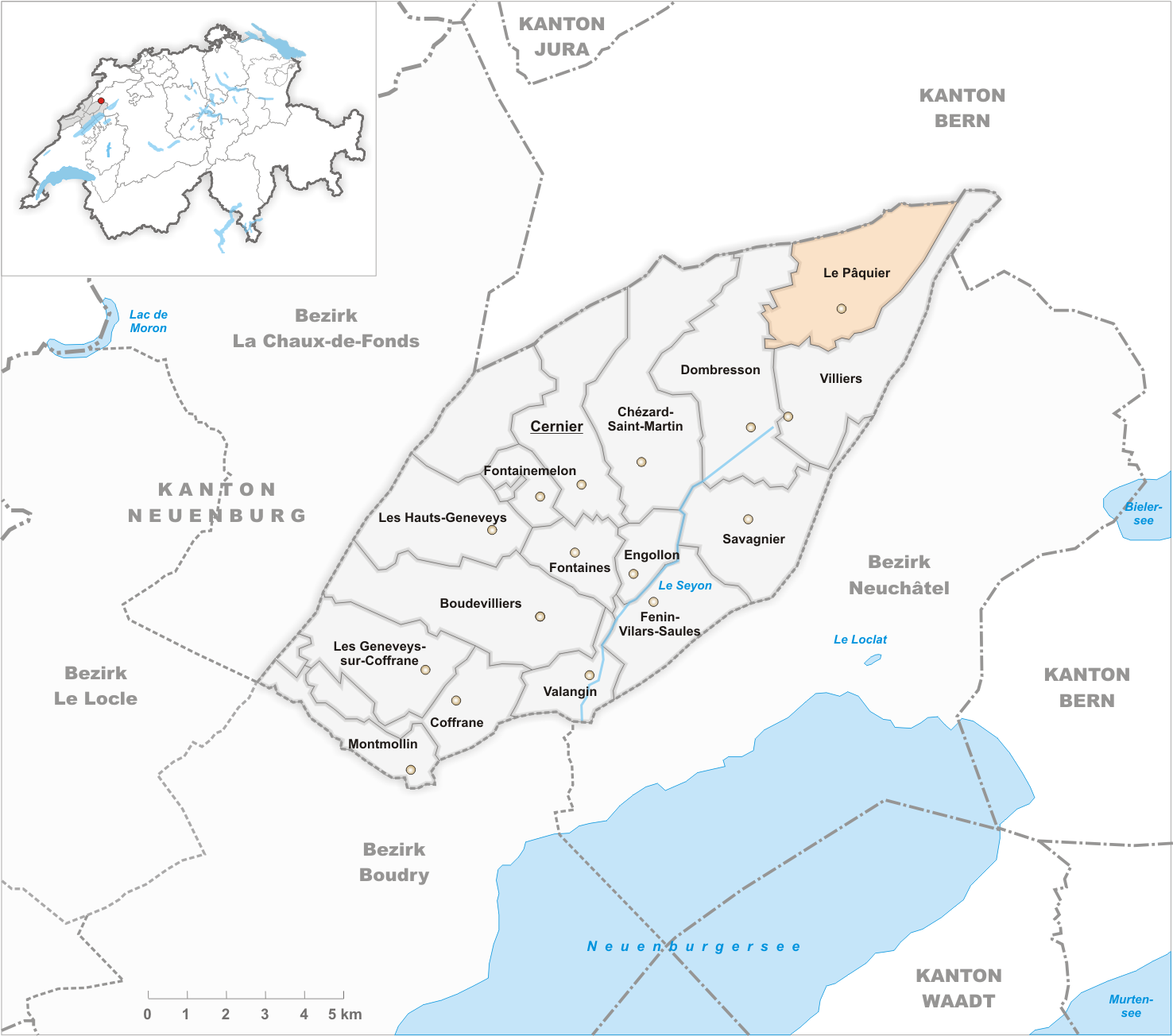
Gemeindestand vor der Fusion am 1. Januar 2013

Le Pâquier war eine politische Gemeinde im Bezirk Val-de-Ruz des Kantons Neuenburg in der Schweiz. Am 1. Januar 2013 fusionierte sie mit den Gemeinden Boudevilliers, Cernier, Chézard-Saint-Martin, Coffrane, Dombresson, Engollon, Fenin-Vilars-Saules, Fontainemelon, Fontaines, Les Geneveys-sur-Coffrane, Les Hauts-Geneveys, Montmollin, Savagnier und Villiers zur neuen Gemeinde  Val-de-Ruz.

## Geographie
Le Pâquier liegt auf 895 m ü. M., 13 km nordnordöstlich der Kantonshauptstadt Neuenburg (Luftlinie). Das Bauerndorf erstreckt sich in einer Talweitung des Baches Ruz de Chasseran oberhalb der Klus von Chenau, im Neuenburger Jura westlich des Chasseral.
Die Fläche des 9,6 km² grossen Gemeindegebiets umfasst die Talweitung von Le Pâquier, die im Süden durch die Klus von Chenau und die Höhe von Les Planches begrenzt wird. Nach Norden erstreckt sich der Gemeindeboden über den zur Jurakette des Mont d’Amin gehörenden Waldkamm Le Chargeoir (1245 m ü. M.) bis zur Höhe von La Joux du Plane und zum Pass Col des Pontins. Die östliche Gemeindegrenze liegt am Westhang der Chasseralkette und umfasst die Forêt d'Aigremont, den unteren Teil des Erosionstals Combe Biosse und den Rumont. Auf der Höhe des Rumont wird mit 1440 m ü. M. der höchste Punkt der Gemeinde erreicht. Auf den Jurahöhen befinden sich ausgedehnte Hochweiden mit den typischen mächtigen Fichten, die entweder einzeln oder in Gruppen stehen. Von der Gemeindefläche entfielen 1997 3 % auf Siedlungen, 51 % auf Wald und Gehölze und 46 % auf Landwirtschaft.
Zu Le Pâquier gehören die Weiler Le Côty, 892 m ü. M. im Tal westlich des Dorfes, La Joux du Plane (1159 m ü. M.) und Les Bugnenets (1091 m ü. M.) auf den Jurahöhen zwischen Mont d’Amin und Chasseral sowie einige Einzelhöfe. Nachbargemeinden von Le Pâquier sind Dombresson und Villiers im Kanton Neuenburg sowie Saint-Imier und Sonvilier im Kanton Bern.

## Bevölkerung
Mit 212 Einwohnern (Stand 31. Dezember 2012) gehört Le Pâquier zu den kleinen Gemeinden des Kantons Neuenburg. Von den Bewohnern sind 89,6 % französischsprachig, 9,5 % deutschsprachig und 0,9 % portugiesischsprachig (Stand 2000). Die Bevölkerungszahl von Le Pâquier hat von 1850 (damals 341 Einwohner) bis 1950 abgenommen (210 Einwohner), seither blieb sie etwa gleich.

## Wirtschaft
Le Pâquier ist noch heute ein hauptsächlich durch die Landwirtschaft geprägtes Dorf, wobei Viehzucht und Milchwirtschaft überwiegen. Ausserhalb des primären Sektors gibt es einige Arbeitsplätze im lokalen Kleingewerbe. Zahlreiche Erwerbstätige sind auch Wegpendler und arbeiten im Val de Ruz und in Neuenburg.
Die Region um den Col des Pontins ist ein beliebtes Ausflugsziel und Erholungsgebiet mit einigen Ferien- und Wochenendhäusern und zwei Skigebieten am Westhang der Chasseralkette; zum einen auf den Crêt-du-Puy etwas unterhalb des Dorfes, zum anderen aber auch bei Les Bugnenets, wo Didier Cuche skifahren gelernt hat. Auf den Jurahöhen kann auch Langlauf betrieben werden.

## Verkehr
Die Gemeinde liegt an der Kantonsstrasse von Neuenburg über den Pass Col des Pontins nach Saint-Imier. Le Pâquier besitzt keine Anbindung an das Netz des öffentlichen Verkehrs.

## Geschichte
Die erste urkundliche Erwähnung des Dorfes erfolgte 1328 unter dem Namen Pasquier, der vom spätlateinischen pasquerium (Weideplatz, Weidegebiet) abgeleitet wird. Le Pâquier gehörte zur Herrschaft Valangin, die teils den Grafen von Neuenburg, teils den Grafen von Montbéliard unterstand und 1592 endgültig an Neuenburg kam. Seit 1648 war Neuenburg Fürstentum und ab 1707 durch Personalunion mit dem Königreich Preussen verbunden. 1806 wurde das Gebiet an Napoleon I. abgetreten und kam 1815 im Zuge des Wiener Kongresses an die Schweizerische Eidgenossenschaft, wobei die Könige von Preussen bis zum Neuenburgerhandel 1857 auch Fürsten von Neuenburg blieben. Le Pâquier besitzt keine eigene Kirche, es gehört zur Pfarrei Dombresson.

## Persönlichkeiten
- Fernand Cuche (* 1946), Politiker, hier geboren
- Didier Cuche (* 1974), Skirennfahrer, hier geboren